# Le Sens pratique
Le Sens pratique est un livre du sociologue français Pierre Bourdieu paru en 1980. Il y développe notamment sa théorie de l'habitus. 

## Contenu
L’habitus est « un système de dispositions durables et transposables, structures structurées destinées à fonctionner comme structures structurantes c’est-à-dire en tant que principe générateur et organisateur de pratiques et de représentations. » L’individu va incorporer des schèmes de penser et d’agir, l’habitus correspond ainsi à ce qu'on a acquis et qui va s’incarner de manière durable et permanente. De plus, l'habitus, structurant, va influencer notre manière d’agir. De ce livre est tiré également le concept de sens pratique : l’habitus étant le reflet d’un monde social, il lui est adapté et permet aux agents, sans que ceux-ci aient besoin d’entreprendre une réflexion « tactique » consciente, de répondre immédiatement et sans même y réfléchir aux évènements auxquels ils font face, ils ont donc un sens pratique, lié à leur habitus.